# محوطه پایین سلاخانی
محوطه پایین سلاخانی مربوط به دوران‌های تاریخی پس از اسلام است و در شهرستان رودسر، بخش رحیم آباد، دهستان اشکور سفلی واقع شده و این اثر در تاریخ ۲ بهمن ۱۳۸۲ با شمارهٔ ثبت ۱۰۷۴۲ به‌عنوان یکی از آثار ملی ایران به ثبت رسیده است.